# پرستاری سلامت کار
پرستاری سلامت کار، (به انگلیسی: Occupational health nursing) که پرستاری سلامت صنعتی نیز نامیده می‌شود تخصصی در پرستاری است. این پرستاران ارائه دهنده اصلی خدمات درمانی در کارخانه‌ها هستند.